# Rue Dehin
La rue Dehin est une rue du quartier Sainte-Marguerite à Liège en Belgique.

## Odonymie
La rue rend hommage à l'orfèvre et poète Jean-Joseph Dehin.

## Description
A l'angle des rues Dehin et Joseph Demoulin est installée une fontaine Montefiore en 1891. Sa statuette était manquante à dater de 1954,. Elle a disparu durant les années 1970 lors de la création de l'avenue de Fontainebleau dans le cadre des travaux de l'A602 et sa liaison à la place Saint-Lambert.

## Voies adjacentes
- Rue du Haut-Pré
- Avenue de Fontainebleau
- Rue Joseph Demoulin
- Rue du Général Bertrand
- Rue Bidaut